# Tristramella
Tristramella is een geslacht van straalvinnige vissen uit de familie van cichliden (Cichlidae).

## Soorten
- Tristramella sacra (Günther, 1865)
- Tristramella simonis (Günther, 1864)